# Purple Disco Machine
Purple Disco Machine, de artiestennaam van Tino Schmidt (ook bekend als Tino Piontek), is een Duitse dj en muziekproducent, gericht op house- en discomuziek. Hij werd in 1980 geboren in Dresden.
Purple Disco Machine heeft meerdere noteringen in de Nederlandse Top 40 gehad. Ook stond hij meermaals in de Dance 15 van The X Vibe, een jaarlijkse hitlijst met de populairste dancenummers van het jaar. In 2024 behaalde hij met Beat Of Your Heart de hoogste positie. Ook stonden Substitution (2023, plek 11), In the Dark (2022, plek 5) en  Hypnotized (2021, plek 6) erin. 

## Biografie
Tino Schmidt raakt als tiener geïnteresseerd in dancemuziek en begint als dj in het nachtleven van Dresden. Hij begint ook met het produceren van muziek. Vanaf 2005 brengt hij singles uit als Stereofunk en Stereofreak. Hij brengt daarmee twee albums uit die electropop en house combineren, die vooral in de marge bekend worden. 
In 2011 past hij zijn werknaam aan naar Purple Disco Machine. Daarmee heeft hij in 2018 zijn eerste kleine hits met de singles Devil In Me en Dished (Male Stripper). Ze zijn afkomstig van album Soulmatic, waarop onder andere Kool Keith, Duane Harden en Boris Dlugosch meewerken. 
De grote doorbraak komt in 2020-2021 als hij de single Hypnotized uitbrengt, waarop hij samenwerkt met de Britse groep Sophie and the Giants. Het is een hit in meerdere Europese landen. Er volgen meerdere hits zoals Fireworks en Dopamine. Ze zijn te vinden op tweede album Exotica. Begin 2022 heeft hij een nieuwe samenwerking met Sophie and the Giants. In the Dark is nog een grotere hit dan zijn voorganger. Het succes zorgt voor veel remix opdrachten. Hij wint daarmee in 2023 een Grammy Award voor beste remix van Lizzo's single About Damn Time.  
De single Substitution, samen met Kungs, is een voorbode van het derde album genaamd Paradise. Het bereikt opnieuw in meerdere landen de top 10 van de hitlijsten. Op het nieuwe album is weer een indrukwekkende gastenlijst te vinden waar Duke Dumont, Benjamin Ingrosso, Nile Rodgers, The Magician, Chromeo, Metronomy en Julian Perretta bij zitten.   

## Discografie

### Albums
- 2009: Fools Planet (Stereofunk)
- 2012: Radio Robotic (Stereofunk)
- 2017: Soulmatic
- 2021: Exotica
- 2021: Club Exotica (met diverse remixen van het album Exotica)

### Compilaties
- 2017: Faze #68: Purple Disco Machine
- 2019: Glitterbox – Discotheque

### Ep's
- 2011: Sgt. Killer
- 2015: Purple Pianos
- 2015: RPMD (samen met Robosonic)
- 2015: Tank Drop
- 2016: Walls
- 2019: Emotion

### Singles
- 2012: Let It Whip
- 2013: Need Someone
- 2013: My House / These Sheets (samen met James Silk)
- 2013: Move or Not
- 2013: Funk
- 2014: People (samen met Teenage Mutants)
- 2014: Something About Us
- 2014: Musique
- 2015: Get Lost (samen met Teenage Mutants)
- 2015: Soul So Sweet (feat. Natalie Conway)
- 2015: L.O.V.E. (samen met Boris Dlugosch)
- 2016: Set It Out (samen met Boris Dlugosch)
- 2016: Sambal (samen met Aeroplane)
- 2016: Counting On Me (samen met Aeroplane feat. Aloe Blacc)
- 2017: Body Funk
- 2017: Devil in Me
- 2018: Dished (Male Stripper)
- 2018: Encore (feat. Baxter)
- 2018: Love for Days (samen met Boris Dlugosch feat. Karen Harding)
- 2020: In My Arms
- 2020: Hypnotized (samen met Sophie and the Giants)
- 2020: Exotica (samen met Mind Enterprises)
- 2021: Fireworks
- 2022: Substitution (samen met Kungs)

| Single met eventuele hitnotering(en) in de Nederlandse Top 40 | Datum van verschijnen | Datum van binnenkomst | Hoogste positie | Aantal weken | Opmerkingen                             |
| ------------------------------------------------------------- | --------------------- | --------------------- | --------------- | ------------ | --------------------------------------- |
| Dished (Male Stripper)                                        | 2018                  | 18-08-2018            | tip9            | -            |                                         |
| Hypnotized                                                    | 2020                  | 23-01-2021            | 7               | 19           | met Sophie and the Giants               |
| Fireworks                                                     | 2021                  | 27-02-2021            | tip1            | -            | met Moss Kena & The Knocks              |
| Dopamine                                                      | 2021                  | 11-09-2021            | 25              | 18           | met Eyelar                              |
| Rise                                                          | 2021                  | 04-12-2021            | tip9            | -            | met Tasita D'Mour                       |
| In the Dark                                                   | 2022                  | 22-01-2022            | 3               | 24           | met Sophie and the Giants / Alarmschijf |
| Substitution                                                  | 2023                  | 30-03-2023            | 5               | 22           | met Kungs                               |
| Something on My Mind                                          | 2023                  | 09-09-2023            | 29              | 7            | met Duke Dumont & Nothing but Thieves   |
| Beat of your heart                                            | 2024                  | 26-01-2024            | 25              | 12           | met Asdis                               |

| Single met hitnotering(en) in de Vlaamse Ultratop 50 | Datum van verschijnen | Datum van binnenkomst | Hoogste positie | Aantal weken | Opmerkingen                |
| ---------------------------------------------------- | --------------------- | --------------------- | --------------- | ------------ | -------------------------- |
| Dished (Male Stripper)                               | 2018                  | 30-06-2018            | 36              | 8            |                            |
| Hypnotized                                           | 2020                  | 23-01-2021            | 9               | 22           | met Sophie and the Giants  |
| Fireworks                                            | 2021                  | 26-06-2021            | 36              | 9            | met Moss Kena & The Knocks |
| Dopamine                                             | 2021                  | 11-09-2021            | 19              | 18           | met Eyelar                 |
| Rise                                                 | 2021                  | 04-12-2021            | tip9            | -            | met Tasita D'Mour          |
| In the Dark                                          | 2022                  | 05-02-2022            | 4               | 29           | met Sophie and the Giants  |
| Substitution                                         | 2023                  | 08-04-2023            | 2               | 33           | met Kungs                  |
| Something On My Mind                                 | 2023                  | 17-09-2023            | 4               | 22           |                            |
| Beat of your heart                                   | 2024                  | 26-01-2024            | 11              | 27           | met Asdis                  |
| All My Life                                          | 2024                  | 20-10-2024            | 9               | 23*          | met The Magician           |

### Remixen
- 2019: Giant – Calvin Harris, Rag'n'Bone Man (Purple Disco Machine Remix)
- 2020: Mind Enterprises – Mont Blanc

- Bibliothèque nationale de France: cb17823169w (data)
- Gemeinsame Normdatei: 1243178817
- International Standard Name Identifier: 0000 0004 7684 0137
- MusicBrainz: dc71939a-416f-4804-b031-5749287943f9
- Virtual International Authority File: 4156495442017562522
- WorldCat: E39PBJfGYfh9gkPDJDxfKFwBfq